# Кенора (округ)
Округ Кенора — округ в Северо-Западном Онтарио, области в канадской провинции Онтарио. Администрация округа находится в Кеноре. Численность населения по данным переписи 2006 года составляет 64 419 человек, что делает округ Кенора 37-м по населению муниципальным образованием Онтарио (из 40). По территории округ Кенора является самой большой переписной единицей провинции и занимает 38 % её территории.

## История
Округ образован в 1907 году как часть округа Рейни-Ривер.

### Округ Патрисия

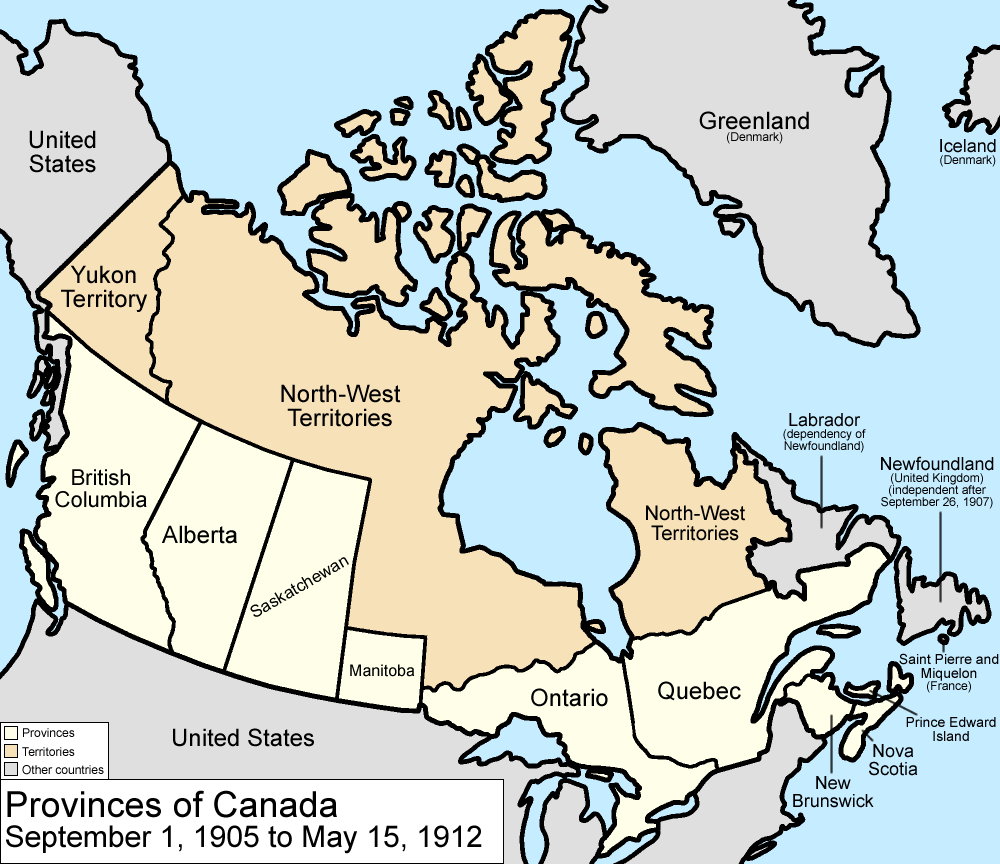
Карта провинций Канады 1905 года. Округ Патрисия находится в составе Северо-Западных территорий

Патрисия — неофициальное название части округа Кенора, расположенной севернее реки Олбани, которая была передана провинции Онтарио от Северо-Западных территорий 15 мая 1912 года по акту о расширении границ Онтарио 1912 года. Этот регион раньше носил название округ Патрисия, но в 1927 году стал частью округа Кенора.
За исключением нескольких общин, расположенных на севере, округ Патрисия состоит из индейских поселений, к которым можно добраться только гидросамолетом или по зимней дороге.

## Политика
Как и остальные округа Северного Онтарио, в округе Кенора нет администрации, эквивалентной графству или району, которые существуют в Южном Онтарио. Все муниципальные услуги в округе предоставляются местными администрациями, местными комиссиями в некоторых общинах или напрямую правительством провинции.

## География

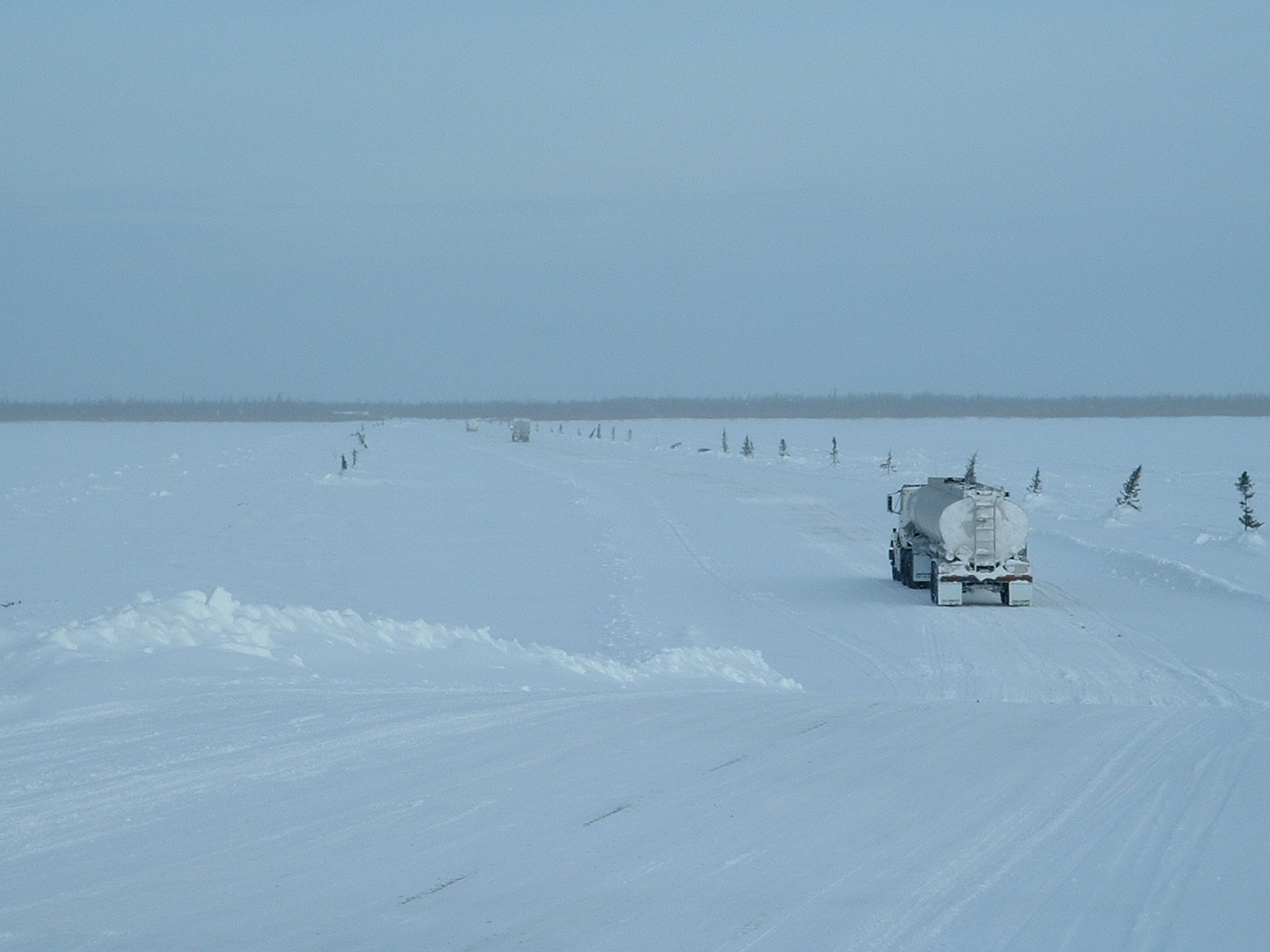
Зимняя дорога по реке Олбани

Из-за влияния холодных вод Гудзонова залива и залива Джеймс климат в регионе суровый. Основную площадь занимает тайга с вечной мерзлотой, но на севере местами арктическая тундра.
В округе Кенора находится кальдера Sturgeon Lake — хорошо сохранившийся комплекс неоархейской кальдеры, возраст которой составляет 2,7 млрд. лет.
На территории округа располагается множество озёр: Зайонз и др.

## Экономика
Основное население округа проживает в южной части, где возможно сельское хозяйство и основным злаком является ячмень. На севере развита добыча полезных ископаемых: в округе Кенора расположены большие запасы урана и никеля. Традиционные для этих мест охота и рыболовство преобладают в северной части округа за пределами нескольких поселений.